# Вацуки, Нобухиро
Нобухиро Вацуки (яп. 和月 伸宏 Вацуки Нобухиро, 26 мая 1970) — японский мангака и дизайнер. Наиболее известен как автор манги «Rurouni Kenshin», повествующей о бродячем мечнике Химуре Кэнсине, который жил в начале эпохи Мэйдзи. Этот проект Вацуки получил признание и был переведён более чем на 10 языков. Во время работы над ним Вацуки руководил мангаками, впоследствии получившими самостоятельную известность: Эйитиро Одой («One Piece») и Хироюки Такэи («Shaman King»).

## Биография
Вацуки родился в столичном округе Токио, но вырос в городе Нагаока, находящемся в префектуре Ниигата на острове Хонсю. Подражая старшему брату, в школьные годы начал рисовать мангу, и продолжил это занятие после того, как брат оставил рисование. В школе Вацуки занимался кендо, но успехи его были более чем скромными: он ни разу не выиграл ни одного боя и чувствовал себя неловко из-за того, что его умения не соответствовали внушительному росту в 183 см. Со временем Вацуки бросил кендо, но использовал отношение к нему в качестве основы для характеров своих персонажей, в частности, одного из главных героев «Rurouni Kenshin» Мёдзина Яхико.
На творчество Вацуки оказывали влияние работы ранних мангак, таких как Осаму Тэдзука и Фудзико Фудзио (псевдоним двух совместно работавших мангак, Хироси Фудзимото и Мотоо Абико). В 1987 году, ещё учась в старших классах, Вацуки дебютировал в качестве манга-художника со своей работой «Teacher Pon», которая заняла 33-е место в конкурсе на премию Тэдзуки. После окончания школы Вацуки перебрался в Токио и некоторое время был ассистентом у мангаки Такэси Обаты («Хикару и Го», «Тетрадь смерти»), помогая тому в работе над мангой «Arabian Majin Bokentan Lamp Lamp». Приблизительно в это же время он создал своё первое профессиональное творение — мангу «Crescent Moon in the Warring States». В ней рассказывалась история могущественного самурая, владеющего стилем фехтования под названием Хитэн Мицуруги Рю и, как мастер этого стиля, носящего титул Хико Сэйдзюро. Хико странствует по Японии периода Сэнгоку и встречает крестьянского мальчика по имени Иссинта, который впоследствии присоединяется к Хико в его странствиях, пытаясь изменить судьбу страны.
В 1992 и 1993 годах манга-журнал «Weekly Shounen Jump Special» напечатал новую работу Вацуки под названием «Rurouni, Meiji Swordsman Romantic Story» — две отдельные короткие истории, представлявшие собой прототип будущей манги о Кэнсине. В первой из них бродячий мечник Кэнсин помогает богатой девушке Райкодзи Тидзуру, во второй (которую Вацуки на самом деле нарисовал раньше первой) Кэнсин спасает додзё семьи Камия от криминального босса, пожелавшего жениться на Мэгуми, старшей дочери семьи. Кэнсину помогают Каору и Яхико, младшие сестра и брат Мэгуми. В 1994 году в «Weekly Shounen Jump Special» начала выходить собственно манга «Rurouni Kenshin», работа над которой заняла у Вацуки 5 лет. В 1996 году по ней создали одноимённый аниме-сериал (в российском и в одном из американских переводов известный как «Самурай Х»).
Кроме «Rurouni Kenshin», заметной работой Вацуки является «Buso Renkin», манга о юноше, который ценой жизни спас девушку от монстра, но выжил, получив новое сердце с необычными свойствами. Существует и ещё несколько мелких проектов авторства Вацуки. Помимо основной работы в качестве манга-художника, он занимался дизайном персонажей в играх Shinsengumi Gunraw Den и Samurai Shodown V.

## Список работ
- «Teacher Pon» (яп. ティーチャー・ポン) (1987) — дебютная работа.
- «Hokuriku Yurei Kobanashi» (яп. 北陸幽霊小話 Хокурику ю:рэй кобанаси, История о призраке из области Хокурику) (1990) — короткая работа.
- «Rurouni Kenshin» (яп. るろうに剣心 -明治剣客浪漫譚-) (1994—1999) — наиболее известный проект, принёсший Вацуки известность.
  - «Crescent Moon over Country at War» (яп. 戦国の三日月 Сэнгоку но микадзуки, Серп луны в эпоху Воюющих держав) (1992) — первая профессиональная работа, прототип истории о Химуре Кэнсине. Включена в 6-й том манги «Rurouni Kenshin» (в танкобонах).
  - «Rurouni: Meiji Swordsman Romantic Story» (яп. るろうに -明治剣客浪漫譚-) — короткая манга из двух несвязанных глав, более близкий прототип истории о Кэнсине. Включены в 1-й и 3-й тома манги соответственно.
  - «Kenshin Kaden» (яп. 剣心華伝) — энциклопедия по миру «Rurouni Kenshin», кратко рассказывающая о судьбе всех основных персонажей.
  - «Kenshin Hiden» (яп. 剣心秘伝) — ещё одна энциклопедия.
  - «Yahiko no Sakabatou» (яп. 弥彦の逆刃刀) — короткое продолжение манги с Мёдзином Яхико в качестве главного героя. Включена в 28-й том манги в европейском издании или в 22-й том — в японском расширенном издании (т. н. «кандзэнбан»).
- «Meteor Strike» (яп. メテオ ストライク) — короткая манга, созданная для конкурса, проводимого журналом «Shonen Jump». Рассказывает о юноше, у которого в голове застрял кусочек метеорита, после чего он приобрёл сверхчеловеческие способности и спас город от другого метеорита, летевшего к ядерному реактору. Включена в 28-й том «Rurouni Kenshin».
- «Gun Blaze West» (яп. ガン ブレイズ ウエスト) (2001) — манга из 3-х томов, чьё действие происходит в США 1800-х годов. Рассказывает о попытках молодого стрелка из пистолета, славящегося своим мастерством, достичь места под названием «Gun Blaze West», где, по легенде, и полицейские, и бандиты смогут жить в мире без угрозы насилия.
- «Buso Renkin» (яп. 武装錬金) (2003—2005), манга из 10-ти томов.
- «Embalming -DEAD BODY and BRIDE-» (яп. エンバーミング-DEAD BODY and BRIDE-) (2005) — короткая история, похожая на рассказ о Франкенштейне о возвращении мёртвых к жизни. Включена в 10-й том «Buso Renkin».
  - «Embalming II -DEAD BODY and LOVER-» (яп. エンバーミングII-DEAD BODY and LOVER-) (2006) — ещё одна история, происходящая в том же вымышленном мире, что и предыдущая.
  - «Embalming -The Another Tale of Frankenstein-» (яп. エンバーミング-THE ANOTHER TALE OF FRANKENSTEIN-) (2007) — продолжение двух предыдущих работ.